# Aleksander de Beauharnais
Aleksander de Beauharnais (fr.: Alexandre-François-Marie, vicomte de Beauharnais, ur. 28 maja 1760 w Fort Royal (ob. Fort-de-France) na Martynice, zgilotynowany 23 lipca 1794 w Paryżu) – wicehrabia, generał czasów rewolucji francuskiej, pierwszy mąż cesarzowej Józefiny.

## Życiorys
Aleksander urodził się we francuskiej kolonii Martynice jako syn Franciszka i Marii Anny Henrietty Pyvart de Chastulé. W wieku lat 14 wstąpił do królewskiego pułku Szarych Muszkieterów. Później służył w piechocie i postąpił w 1776 roku, a więc w 16 roku życia, na podporucznika, zaś trzy lata później na kapitana. 13 grudnia 1779 roku poślubił Józefinę Tascher de la Pagerie, późniejszą cesarzową Francuzów. Małżonkowie zamieszkali we Francji. W roku 1783 został wysłany z ekspedycją wojskową na Antyle. Po powrocie do Paryża zastał Józefinę w stanie odmiennym i po narodzeniu córki Hortensji wyparł się ojcostwa. Małżonkowie podjęli decyzję o separacji: Józefina z Hortensją pojechały na Martynikę, a Aleksander zajął się synem Eugeniuszem, który odtąd mieszkał u ojca w różnych kwaterach wojskowych.
Na krótko przed wybuchem rewolucji Aleksander dostał awans na majora (1788). W roku 1789 został wybrany deputowanym szlacheckim okręgu Blois do właśnie zwołanych Stanów Generalnych i jako jeden z pierwszych opuścił Izbę Szlachecką, przyłączając się do Stanu Trzeciego. 4 sierpnia 1789 roku zgłosił na wokandę zniesienie przywilejów, równość wszystkich wobec prawa i przy obsadzaniu urzędów. W roku 1791 był dwa razy przewodniczącym obrad parlamentu.
W roku 1793, już jako generał dywizji, został głównodowodzącym francuskiej Armii Renu. Zaproponowano mu nawet stanowisko ministra spraw wojskowych, ale nie przyjął go. Ministrem został jakobin Bernadotte. 8 sierpnia tegoż roku reżim Robespierre'a zabronił szlachcie piastować stanowiska generalskie. Beauharnais uzyskał abszyt i usunął się do swych majątków. Polityką się nie parał, ale mimo to został aresztowany i przewieziony do Paryża do więzienia Carmes. Prokurator zarzucił mu m.in. „piętnastodniowy brak aktywności jako dowódcy Armii Reńskiej i zaniedbanie obrony Moguncji”. Skazany na śmierć, Beauharnais został ścięty wraz ze swym bratem Augustynem na obecnym Place de la Concorde, pięć dni przed obaleniem i straceniem Robespierre'a. W ostatnich latach przed zgonem pogodził się z żoną.
Aleksander de Beauharnais stał się poprzez syna Eugeniusza bezpośrednim przodkiem obecnie rządzących dynastii królewskich Belgii, Danii, Norwegii i Szwecji.